# ヤセミン・サムデレリ
ヤセミン・サムデレリ（Yasemin Şamdereli、1973年7月15日 - ）は、ドイツの映画監督。

## 監督作品
- おじいちゃんの里帰り